# Tổ chức Hợp tác Thượng Hải
Tổ chức Hợp tác Thượng Hải (tiếng Trung: 上海合作组织; tiếng Nga: Шанхайская организация сотрудничества) là một tổ chức quốc tế về chính trị, kinh tế và an ninh Á -Âu, được thành lập năm 2001 bởi lãnh đạo các quốc gia: Trung Quốc, Nga, Kazakhstan, Kyrgyzstan, Tajikistan và Uzbekistan. Về phạm vi địa lý và dân số, đây là tổ chức khu vực lớn nhất thế giới, chiếm khoảng 60% diện tích lục địa Á-Âu, 40% dân số thế giới và hơn 30% GDP toàn cầu.
SCO là tổ chức kế thừa của Thượng Hải năm, một thỏa thuận an ninh lẫn nhau được thành lập vào năm 1996 giữa Cộng hòa Nhân dân Trung Hoa, Kazakhstan, Kyrgyzstan, Nga và Tajikistan. Vào ngày 15 tháng 6 năm 2001, các nhà lãnh đạo của các quốc gia này và Uzbekistan đã gặp nhau tại Thượng Hải để công bố một tổ chức mới với hợp tác chính trị và kinh tế sâu sắc hơn; Điều lệ SCO đã được ký kết vào ngày 7 tháng 7 năm 2002 và có hiệu lực vào ngày 19 tháng 9 năm 2003. Tư cách thành viên của nó đã mở rộng cho thêm 3 quốc gia, với Ấn Độ và Pakistan tham gia vào ngày 9 tháng 6 năm 2017 và Iran tham gia vào ngày 15 tháng 9 năm 2022. Một số quốc gia được thỏa thuận có quyền quan sát hoặc là đối tác đối thoại.
SCO được quản lý bởi những người đứng đầu Hội đồng Nhà nước (HSC), cơ quan ra quyết định tối cao của nó, gặp nhau mỗi năm một lần.

### Các khía cạnh địa chính trị

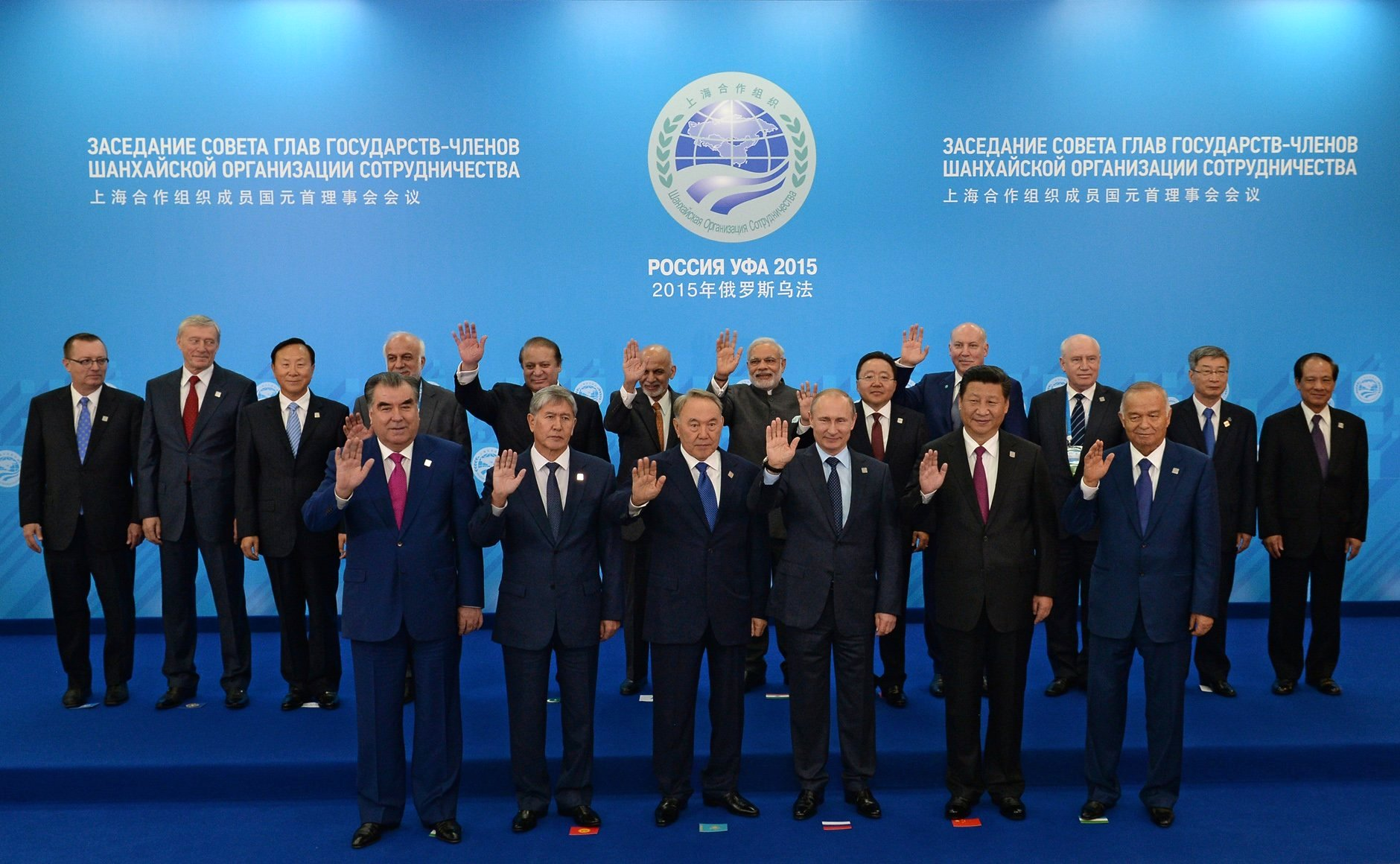
Hội nghị thượng đỉnh SCO ở UFA, Nga năm 2015